# La Brosse-Montceaux
La Brosse-Montceaux és un municipi francès, situat al departament del Sena i Marne i a la regió de Illa de França. L'any 2007 tenia 706 habitants.
Forma part del cantó de Montereau-Fault-Yonne, del districte de Provins i de la Comunitat de comunes del Pays de Montereau.

## Demografia

### Població
El 2007 la població de fet de La Brosse-Montceaux era de 706 persones. Hi havia 260 famílies, de les quals 48 eren unipersonals (28 homes vivint sols i 20 dones vivint soles), 84 parelles sense fills, 112 parelles amb fills i 16 famílies monoparentals amb fills.
La població ha evolucionat segons el següent gràfic:
Habitants censats

### Habitatges
El 2007 hi havia 286 habitatges, 266 eren l'habitatge principal de la família, 11 eren segones residències i 10 estaven desocupats. 277 eren cases i 9 eren apartaments. Dels 266 habitatges principals, 225 estaven ocupats pels seus propietaris, 32 estaven llogats i ocupats pels llogaters i 9 estaven cedits a títol gratuït; 3 tenien una cambra, 7 en tenien dues, 45 en tenien tres, 63 en tenien quatre i 148 en tenien cinc o més. 222 habitatges disposaven pel capbaix d'una plaça de pàrquing. A 103 habitatges hi havia un automòbil i a 149 n'hi havia dos o més.

### Piràmide de població
La piràmide de població per edats i sexe el 2009 era:
| Homes | Edats   | Dones |
| ----- | ------- | ----- |
| 0     | 95 o +  | 0     |
| 0     | 90 a 94 | 4     |
| 2     | 85 a 89 | 4     |
| 4     | 80 a 84 | 7     |
| 7     | 75 a 79 | 10    |
| 4     | 70 a 74 | 9     |
| 10    | 65 a 69 | 14    |
| 18    | 60 a 64 | 12    |
| 10    | 55 a 59 | 13    |
| 29    | 50 a 54 | 20    |
| 31    | 45 a 49 | 31    |
| 28    | 40 a 44 | 26    |
| 29    | 35 a 39 | 26    |
| 19    | 30 a 34 | 25    |
| 8     | 25 a 29 | 6     |
| 14    | 20 a 24 | 12    |
| 27    | 15 a 19 | 25    |
| 19    | 10 a 14 | 26    |
| 20    | 5 a 9   | 22    |
| 12    | 0 a 4   | 16    |

## Economia
El 2007 la població en edat de treballar era de 463 persones, 349 eren actives i 114 eren inactives. De les 349 persones actives 319 estaven ocupades (167 homes i 152 dones) i 30 estaven aturades (8 homes i 22 dones). De les 114 persones inactives 43 estaven jubilades, 41 estaven estudiant i 30 estaven classificades com a «altres inactius».

### Ingressos
El 2009 a La Brosse-Montceaux hi havia 268 unitats fiscals que integraven 740,5 persones, la mediana anual d'ingressos fiscals per persona era de 20.182 €.

### Activitats econòmiques
Dels 25 establiments que hi havia el 2007, 1 era d'una empresa extractiva, 3 d'empreses de construcció, 4 d'empreses de comerç i reparació d'automòbils, 1 d'una empresa de transport, 3 d'empreses d'hostatgeria i restauració, 5 d'empreses d'informació i comunicació, 1 d'una empresa financera, 5 d'empreses de serveis, 1 d'una entitat de l'administració pública i 1 d'una empresa classificada com a «altres activitats de serveis».
Dels 6 establiments de servei als particulars que hi havia el 2009, 1 era una autoescola, 2 lampisteries, 1 electricista i 2 restaurants.
L'any 2000 a La Brosse-Montceaux hi havia 9 explotacions agrícoles que ocupaven un total de 648 hectàrees.

## Equipaments sanitaris i escolars
El 2009 hi havia una escola elemental integrada dins d'un grup escolar amb les comunes properes formant una escola dispersa.

## Poblacions més properes
El següent diagrama mostra les poblacions més properes.